# Directions
Pour les articles homonymes, voir Direction.
Albums de Miles Davis
Circle in the Round
(1979) The Man with the Horn
(1981)
Directions est un double-album jazz fusion de Miles Davis sorti en 1981. Il s'agit du troisième volet d'une anthologie Sony, après les albums Water Babies et Circle in the Round qui paraissaient en 1976 et 1980. Ils comprennent exclusivement des inédits et des versions alternatives.

## Historique
Après un dernier concert le 1er juillet 1975 à New York, Miles Davis quitta la scène pour une éclipse de plus de cinq ans. Cinq années de drogues et d'alcool avant son retour en 1981.

## Titres
1. Song of our Country (G. Evans) - 3:24
Enregistré le 11 mars 1960 à New York.
Musiciens : Miles Davis: trompette; Gil Evans: chef d'orchestre; Paul Chambers: contrebasse; Jimmy Cobb: batterie; Elvin Jones: percussions; Ernie Royal, Johnny Coles et Bernie Glow: trompettes; Frank Rehak et Dick Nixon: trombones; Jimmy Buffington, Joe Singer et Tony Miranda: cors; Bill Barber: tuba; Jack Knitzer: basson; Albert Block et Harold Feldman: flûtes, Romeo Penque: hautbois; Danny Bank: clarinette; Janet Putnam: harpe.
2. 'Round Midnight (B. Hanighen - C. Williams - T. Monk) - 7:41
Enregistré le 22 avril 1961 au Blackhawk à San Francisco.
Quintet : Miles Davis: trompette; Hank Mobley: saxophone ténor; Wynton Kelly: piano; Paul Chambers: basse; Jimmy Cobb: batterie.
3. So Near, So Far (T. Crombie - D. Green) - 5:15
Enregistré le 16 avril 1963 à Hollywood, Ca.
Quintet : Miles Davis: trompette; George Coleman: saxophone ténor; Victor Feldman: piano; Ron Carter: basse; Frank Butler: batterie.
4. Limbo (W. Shorter) - 5:31
Enregistré le 9 mai 1967 à Hollywood, Ca.
Quintet : Miles Davis: trompette; Wayne Shorter: saxophone ténor; Herbie Hancock: piano; Buster Williams: basse; Tony Williams: batterie.
5. Water on the Pond (M. Davis) - 7:01
Enregistré le 28 décembre 1967 à New York.
Sextet : Miles Davis: trompette; Wayne Shorter: saxophone ténor; Herbie Hancock: piano; Buster Williams: basse; Joe Beck: guitare; Tony Williams: batterie.
6. Fun (M. Davis) - 4:09
Enregistré le 1er novembre 1968 à New York.
Quintet : Miles Davis: trompette; Wayne Shorter: saxophone ténor; Herbie Hancock: piano; Buster Williams: basse; Tony Williams: batterie.
7. Directions I (J. Zawinul) - 6:48
Enregistré le 27 novembre 1968 à New York.
Sextet : Miles Davis: trompette; Wayne Shorter: saxophone soprano; Herbie Hancock: piano électrique; Chick Corea: piano électrique; Joe Zawinul: piano; Dave Holland: basse; Jack DeJohnette: batterie.
8. Directions II (J. Zawinul) - 4:51
Enregistré le 27 novembre 1968 à New York.
Musiciens : Miles Davis: trompette; Wayne Shorter: saxophone soprano; Herbie Hancock: piano électrique; Chick Corea: piano électrique; Joe Zawinul: piano; Dave Holland: basse; Jack DeJohnette: batterie.
9. Ascent (J. Zawinul) - 14:41
Enregistré le 27 novembre 1968 à New York.
Musiciens : Miles Davis: trompette; Wayne Shorter: saxophone soprano; Herbie Hancock: piano électrique; Chick Corea: piano électrique; Joe Zawinul: piano; Dave Holland: basse; Jack DeJohnette: batterie.
10. Duran (M. Davis) - 10:58
Enregistré le 7 février 1970 à New York.
Musiciens : Miles Davis: trompette; Wayne Shorter: saxophone soprano; Dave Holland: basse; Bennie Maupin: clarinette basse; John McLaughlin : guitare électrique; Billy Cobham: batterie.
11. Konda (M. Davis) - 14:07
Enregistré le 21 mai 1970 à New York.
Musiciens : Miles Davis: trompette; Airto Moreira: percussions; Keith Jarrett: piano électrique; John McLaughlin : guitare électrique.
12. Willie Nelson (M. Davis) - 10:21
Enregistré le 7 février 1970 à New York.
Musiciens : Miles Davis: trompette; Steve Grossman: saxophone soprano; Dave Holland: basse; John McLaughlin : guitare électrique; Jack DeJohnette: batterie.